# BMW M5
BMW M5 é um modelo esportivo da marca BMW. Ele é um derivado da Série 5, modificado pela Motorsport, a divisão de esportivos da BMW. 
É o sedã mais rápido do mundo, segundo avaliações das principais publicações automobilísticas européias e sendo de maior carisma dentro do mundo automobilístico, tendo comprovação pela pesquisa "Top of mind" na categoria carro mais completo do mundo, realizada na Europa, em 2006, pelo instituto Research Auto inc., demonstrando assim o mérito deste veículo em alcançar o intuito da BMW em produzir um automóvel, capaz de ser utilizando tanto como um sedan familiar, quanto um super-desportivo, justificando o seu apelido, planeta afora, de "lobo em pele de cordeiro".
O M5 recorreu a algumas inovações da Fórmula 1, incluindo os modos de transmissão (manual, automática) e electrónica como o launch control (controlo electrónico de arranque para as rodas traseiras não entrarem em derrapagem) ou o dynamic stability control (controlo dinâmico de estabilidade). Inclui um sistema chamado "Drivelogic" que permite ao condutor experimentar os 11 modos de passagem de caixa.
A passagem de caixa manual pode ser feita ou pelos comandos que estão no volante (inspirados na F1) ou pela manete da caixa, dependendo da maneira que o condutor achar melhor para si. A da caixa de velocidades do BMW é diferente: A passagem de relações da caixa é feita empurrando a manete para baixo para subir de relação ou com a manete para cima para baixar de relação. A manete pode ser deslocada para a esquerda para ficar em neutro ou para pôr a marcha atrás.
Outra novidade no M5 E60 é o botão Power (com a marca do logotipo "M") que permite ao condutor experimentar os 3 modos de potência: P400, P500 e P500 S. O P400 limita o motor a debitar os 400 cavalos e serve para o uso diário. O modo P500 permite ao condutor sentir o motor V10 de 507 cavalos de potencia máxima. E o P500 S é o mesmo que o anterior mas com uma melhor resposta do motor.
O M5 fica definido no modo P400 quando o motor é posto a trabalhar. Os modos P500 só são possíveis de serem usados usando o modo i-Drive e de seguida pressionar o botão com o logotipo "M".
A velocidade máxima do M5 de fábrica está limitada electronicamente aos 250 km/h. Sem limitador, o M5 consegue atingir os 330km/h e é um dos sedãns mais rápidos do mundo.

## E28 M5 (1985-1988)
O primeiro BMW M5, baseado no BMW E28 Série 5, fez a sua aparição no Amsterdam Auto Show de 1984. Ele é um produto da demanda por um sedã com performance de esportivo. Foi então utilizado o chassis do BMW Serie 5 E12 (BMW 535i) e com um motor evoluído do BMW M1. Na época de seu lançamento o E28 M5 foi o sedã que obteve o recorde mundial de velocidade.

## E34 M5 (1989-1995)
O E34 é a continuação da série M5. Foi produzido de setembro de 1989 até 1995.

## E39 M5 (1998-2003)
O E39 M5 foi a 3ª geração do M5, foi produzido na mesma linha de montagem que o E39 Série 5.

## E60 M5 (2005-2010)
O E60 M5 foi lançado em 2005 e é a 4ª geração do M5.

## F10 M5 (2010-2017)
O F10 M5 foi mostrado ao público no Salão de Frankfurt de 2011. A vendas começaram em novembro do mesmo ano.

## F90 M5 (2017-)
O F90 M5 foi mostrado ao público no Salão de Frankfurt de 2017.